# 等棘虫属
等棘虫属（学名：Acanthometra）是等棘虫科下的一个属。

## 下属物种
本属包括以下物种：
- 透明等棘虫 Acanthometra pellucida J.Müller, 1858